# Дарская, Наталия Фёдоровна
Наталия Фёдоровна Дарская (8 ноября 1918, Воронежская губерния — 18 ноября 2014, Москва) — одна из ведущих афаниптерологов второй половины 1950-х — 1980-х годов в СССР.

## Биография
Родилась в семье Фёдора Ивановича Василевского и его жены Наталии Викторовны урождённой Ильинской. Отец был убит зелёными. Мать расстреляна как заложница при подавлении Тамбовского восстания войсками Тухачевского. Воспитывалась бабушкой. Усыновлена семьёй сестры матери. До 1958 года официально носила двойную фамилию Василевская-Дарская, но в научных публикациях всегда была просто Дарской.
Поступила на биологический факультет МГУ. Будучи студенткой, работала в Лапландском заповеднике (1937, совместно с Д. И. Бибиковым) и в заповеднике «Семь островов» (1938—1940). В 1939 году предоставила отчёт «К экологии атлантического чистика». Окончила кафедру зоологии позвоночных биологического факультета МГУ в 1940 году. Вышла замуж за однокурсника Д. И. Бибикова.
С осени 1942 года вместе с мужем работала в Противочумной службе Забайкальского военного округа в Чите и Борзе. В 1946 году Дарская и Бибиков вернулись в Москву и приступили к работе в институте эпидемиологии и микробиологии им. Н. Ф. Гамалеи АМН СССР. Летом 1952 года участвовала в экспедиции в Приаральские Каракумы совместно с Н. П. Наумовым, И. Л. Кулик и студентом Олегом Орловым.
С профессором И. Г. Иоффом Наталия Фёдоровна познакомилась в феврале 1946 года, когда, оказавшись в отпуске в Москве, поехала к нему определять материал в Ставрополь. После этого установилась многолетнее «ученичество по переписке», в результате которого Н. Ф. Дарская стала одной из самых преданных последовательниц Ильи Григорьевича. В 1953 году после смерти Иоффа она переехала в Ставрополь и перешла на работу Ставропольский противочумный институт для того, чтобы продолжить работу по предложенной им программе. Она возглавила в лаборатории паразитологии экологическое направление. Ею и её сотрудниками изучены годовые циклы блох, важнейших переносчиков чумы. Руководила диссертациями Л. В. Брюхановой, Н. И. Куницкой, Г. А. Аветисяна, С. В. Никулышина и других. Сначала работала в качестве научного сотрудника, затем заведовала лабораторией паразитологии.
Вышла на пенсию. 29 октября 1996 года подписала письмо министру Здравоохранения РФ Т. Б. Дмитриевой вместе с ещё 14 видными деятелями противочумной системы о трудностях, которые переживала система в тот момент. Общий список научных публикаций (к 2001 году) 56 названий.

## Семья
- Муж (с 1940 до начала 1950-х) — Дмитрий Иванович Бибиков (1916—1997), териолог. 
  - Дочь — Александра Дмитриевна Бибикова (26 октября 1943—12 января 1985), биохимик[13].

## Таксоны, описанные в честь Н. Ф. Дарской
- Ceratophyllus enefdei Ioff, 1950. Название образовано от инициалов Н. Ф. Д., при первоописании И. Г. Иофф ошибочно дал прилагательному, образованному от женского имени, мужское окончание. Исправлено на C. enefdeae Франсом Смитом (Smit, 1960)[14].

## Таксоны, описанные самой Н. Ф. Дарской
- Amalaraeus ioffi Darskaja, 1949 — паразит лесных полёвок Северной Кореи
- Amphipsylla petristshevae Darskaya, 1949 — на лесных полёвках в Корее
- Ctenophyllus rigidus Darskaja, 1949 — на северной пищухе в Корее
- Doratopsylla coreana Darskaja, 1949 — на землеройках в Корее.
- Rhadinopsylla valenti Darskaya, 1949 — на синантропных грызунах в Корее, в честь В. В. Кучерука.
- Stenoponia montana Darskaja, 1949 — на лесных полёвках в Корее.
- Ceratophyllus frigoris Darskaya, 1950 — на горихвостке-чернушке в Грузии и России.
- Ceratophyllus igii Darskaja & Schiranovitch, 1971 — на огаре и пеганке в России; вид описан в честь И. Г. Иоффа, название образовано от его инициалов и содержит игру слов, igi — по-грузински (იგი) он.
- Spilotylenchus laplandicus (Rubzov & Darskaja in Rubzov, 1981) — в блохе Megabothris rectangulatus в России.
- Coptopsylla lamellifer formozovi Darskaya, 1988 — на большой песчанке в Монголии, подвид описан в честь А. Н. Формозова.
- Подрод Rangulopsylla Darskaya, 1949 из рода Rhadinopsylla,

## Труды
- Иофф И. Г., Скалон О. И., Вовчинская З. М., Дарская Н. Ф., Емельянова Н. Д., Исаева-Гурвич Э. В. и др. Новые виды блох. Сообщение II.// Мед. паразитол. и паразитарн. бол. 1950; 19(3):268-273.
- Дарская Н. Ф. Определитель птичьих блох рода Ceratophyllus // Эктопаразиты. М.: Изд- во МОИП, 1950. Вып. 2. — С. 85-105.
- Дарская Н. Ф. К фауне и экологии блох насекомоядных средней полосы европейской части РСФСР / / Вопрос краевой, общей, экспериментальной паразитологии и медицинской зоологии. Т. 8. М. , 1953. С. 164—174.
- Дарская Н. Ф. Блохи даурского суслика // Известия Иркутского противочумн. ин-та. — 1954. Т. 12. — С. 245—250.
- Дарская Н. Ф. 1954. Опыт изучения экологии птичьих блох из рода Ceratophyllus// Тез. III экологич. конф., 4. М., Изд-во МГУ.
- Дарская Н. Ф. Особенности экологии Xenopsylla gerbilli caspica J. — блох большой песчанки в связи с характерными чертами экологии их хозяев // Природная очаговость болезней человека и краевая эпидемиология. М. 1955.- С. 400—408.
- Виноградская О. Н., Дарская Н. Ф. и др. Определитель членистоногих вредящих здоровью человека. (Под редакцией В. Н. Беклемишева). М.: Медгиз, 1958.
- Дарская Н. Ф., Беседина К. П. О возможности питания блох на рептилиях // Тр. научно-исслед. противоч. ин-та Кавказа и Закавказья. 1961. — Вып. 5. — С. 33-39.
- Дарская Н. Ф., Бакеев H. H., Кадацкая К. П. К изучению годичного цикла блохи песчанок Xenapsylla conformis в Азербайджане // Медицинская паразитология и паразитарные болезни. 1962. — Т. 31, № 3. — С. 342—346.
- Бакеев Н. Н., Дарская Н. Ф. Куницкая Н. Т., Кадацкий Н. Г., Кадацкая К. П. Норы краснохвостой песчанки Азербайджанской ССР и размещение в них блох // Труды Азербайджанской противочумной станции. — Баку, 1962- Т. З. — С. 205—227.
- Дарская Н. Ф. Блохи (Suctoria) // Методы изучения природных очагов болезней человека. М.: Медицина, 1964. — С. 54-67.
- Дарская Н. Ф. К сравнительной экологии птичьих блох рода Ceratophyllus Curt., 1832 // Эктопаразиты. — М.: Изд-во МГУ, 1964. — Вып. 4. — С. 31-180.
- Мартиросян Б. А., Дарская Н. Ф. 1964. О блохах снежной полевки в Армении. // Известия Академии Наук Армянской ССР. — Т. 17, № 11. — С. 9799.
- Дарская Н. Ф. К методике изучения годовых циклов блох // Паразиты и паразитозы человека и животных. Киев, 1965. — С. 363—365.
- Дарская Н. Ф., Брюханова Л. В., Куницкая Н. Т. К методике изучения размножения блох грызунов // Работы по паразитофауне юго — запада СССР. — Кишинев, 1965. — С. 43-47.
- Дарская Н. Ф., Брюханова Л. В., Куницкая Н. Т. О методике изучения откладки яиц у блох // Вопросы общей зоологии и медицинской энтомологии. М., 1965.- С. 6-9.
- Дарская Н. Ф., Гусева А. А., Суворова Г. К изучению возрастных признаков Palaeopsylla sorics Dale, обычных блох землероек-бурозубок (предварительное сообщение) // Особо опасные инфекции на Кавказе. Ставрополь. 1966. С. 69—73.
- Дарская Н. Ф. К изучению годовых циклов блох рода Xenopsylla Roths. , 190 3 / / Переносчики особо опасной инфекции и борьба с ними. Ставрополь, 1970. С. 108—131.
- Дарская Н. Ф. Опыт экологического сравнения некоторых блох фауны СССР // Зоологический журнал, 1970. Т. 49, вып. 5. С. 729—745.
- Дарская Н. Ф. К оценке роли видов блох песчанки в Закавказском равнинном очаге чумы. // Особо опасные инфекции на Кавказе. — Ставрополь, 1970.- Вып. Г.-С. 91-98:
- Дарская Н. Ф., Брагина 3. С., Петров В. Г. О блохах обыкновенной полевки и землероек в связи с резкими колебаниям и численности этих млекопитающих. // Переносчики особо опасных инфекций и борьба с ними. Ставрополь, 1970. С. 132—152.
- Дарская Н. Ф., Ширанович П. И. Новый вид блох рода Ceratophyllus (Siphonaptera, Ceratophyllidae) из Прикаспийской низменности // Зоологический журнал, 1971. — Т. 50. Вып. 12. — С. 1827—1834.
- Дарская Н. Ф., Брюханова Л. В. К сравнению методик определения физиологического возраста блох //Проблемы паразитологии, — Киев, 1972. — Ч. 1. — С. 250—252.
- Дарская Н. Ф., Тифлов В. Е. О характере паразитизма блох и разделении их по этому признаку // XIII международный энтомологический конгресс. -Л.: Наука, 1972. Т. 3. — С. 142—143.
- Дарская Н. Ф. Блохи и млекопитающие // Тезисы Первого международного конгресса по млекопитающим. — М., 1974. — Т. 1. — С. 177—178.
- Дарская Н. Ф., Карандина Р. С. Преимагинальное развитие блох горного суслика // ООН на Кавказе. Ставрополь, 1978.- С. 204—206.
- Дарская Н.Ф ., Карандина P. C., Никулыпин C. B. Преимагинальное развитие блохи Ctenophthalmus golovi (Aphaniptéra) // Паразитология. — 1980. — T. 14, вып. 2. — С. 126—129.
- Кучерук В. В., Дарская Н. Ф. Блохи песчанок: хозяева, распространение, родственные связи // Экология и мед. значение песчанок фауны СССР. Тез. докл. II Всесоюз. совещ. М., 1981. — С. 198—203.
- Дарская Н. Ф., Брюханова Л. В., Косминский Р. Б., Гусева А. А., Суркова Л. А. О методах изучения возрастного состава имаго для выявления годового цикла блох на примере Ctenophthalmus wagneri wagneri Tiflov. 1932 в условиях Ставропольской возвышенности. // Профилактика природноочаговых инфекций. — Ставрополь, 1983. — С. 232—234.
- Дарская Н. Ф., Гусева А. А., Суворова Л. Г., 3алуцкая Л. И. К изучению образа жизни блох рода Palaeopsylla Wagn. (Siphonaptera) // Особо опасные инфекции на Кавказе. Ставрополь. 1987. С. 322—324.
- Дарская Н. Ф., Котти Б. К. Опыт применения в лесу искусственных убежищ для землероек с целью изучения образа жизни их блох // Паразитология. 1989. — Т. 23, вып. 4. — С. 328—333.
- Лущекина А. А., Земская А. А., Колонин Г. В., Дарская Н. Ф. Эктопаразиты мелких млекопитающих центральной части междуречья Баро-Акобо. // Эколого-фаунистические исследования в Юго-Западной Эфиопии: Сб. науч. трудов. М. НЦБИ АН СССР 1989. 326 с.
- Дарская Н. Ф., Истомин А. В., Никитина Н. А., Блохи мелких млекопитающих Центрально-Лесного биосферного заповедника // Фауна и экология животных Верхневолжья. Тверь, 1994. С. 27-32.
- Дарская Н. Ф. Илья Григорьевич Иофф (к 100-летию со дня рождения) // Занимательные очерки о деятельности и деятелях противочумной системы России и Советского Союза. — М., 1996. — Вып. 4. — С. 111—205.
- Дарская Н. Ф. Ольга Ивановна Скалон // Занимательные очерки о деятельности и деятелях противочумной системы России и Советского Союза. — М., 1996. — Вып. 4. — С. 206—212.
- Дарская Н. Ф., Крылова Т. В., Суркова Л. А. Размножение и возрастной состав блох Amalaraeus penicilliger в течение года. (К изучению годового цикла)// PET ИНФО, 1996. — N 4 (20).- С. 17-20.
- Дарская Н. Ф., Малыгин В. М. 1996 О блохах млекопитающих из бассейна реки Укаяли (Перуанская Амазония)// Паразитология, № 2., с. 187—190.
- Дарская Н. Ф., Гончаров А. И., О находке Neopsylla compar в Тыве (Siphonaptera: Ctenophthalmidae) // Труды Ставропольского отделения Русского энтомологического общества. Вып. 7: материалы IV Международной научно- практической интернет-конференции (20 марта 2011 г.) — Ставрополь : Ставропольское издательство «Параграф», 2011. С. 51-52.

## Рекомендованная литература
- К 90-летию Натальи Фёдоровны Дарской // Проблемы особо опасных инфекций, Вып. 98 (4), 2008. — с. 64
- Памяти Натальи Федоровны Дарской // Мед. паразитология и паразитарные болезни. 2015. Вып. 4. – С. 59–60.